# Diamante (Paraíba)
Diamante é um município brasileiro do estado da Paraíba, localizado na Região Metropolitana do Vale do Piancó. De acordo com o IBGE (Instituto Brasileiro de Geografia e Estatística), no ano de 2010 sua população era estimada em 6 616 habitantes. Área territorial de 269 km². Tem o rio Piancó como principal fonte de água para o município.

## História[8]
O topônimo Diamante provém do nome do sítio e da serra contíguas às terras devolutas concedidas a Manoel de Sousa Olival pelo  governador da capitania Antônio Borges da Fonseca em 1752. Dezesseis anos depois José Felix de Sá adquire a concessão de uma légua e meia quadrada de terras. Em 1816, o Capitão Domingos João Dantas Rothéa, morador no Piancó também obtém concessão de terras no local. Estes sítios deram origem à povoação. O Capitão doou o terreno para a construção da primeira capela, capela Nossa Senhora do Rosário. O local passou a se chamar Paulo Mendes, em homenagem ao seu primeiro professor. O Padre Joaquim Dinis sugeriu a mudança do nome Paulo Mendes para São Paulo.
O distrito com o nome de São Paulo foi criado pelo decreto-lei estadual nº 1164, de 15-111938, subordinado ao município de Itaporanga ex-Misericórdia. Pelo decreto-lei estadual nº 520, de 31 de dezembro de 1943, o distrito de São Paulo passou a denominar-se Diamante e o município de Itaporanga voltou a denominar-se Misericórdia.  O município com a denominação de Diamante foi criado pela lei estadual nº 2655, de 21 de dezembro de 1956, desmembrado de Itaporanga e instalado em 30 de dezembro de 1961.

## Geografia
O município está inserido na unidade geoambiental da Depressão Sertaneja.
O município está incluído na área geográfica de abrangência do semiárido brasileiro, definida pelo Ministério da Integração Nacional em 2005. Esta delimitação tem como critérios o índice pluviométrico, o índice de aridez e o risco de seca. A pluviosidade média do município é de 1090 mm, com estação seca de setembro a dezembro.
A vegetação predominante é a caatinga xerófila, com cactáceas, arbustos e árvores de pequeno a médio porte.
O município está inserido na bacia hidrográfica do rio Piranhas, sub-bacia do rio Piancó e tem como principais tributários o rio Piancó, os riachos do Logradouro, do Meio, Chatinha, Carnaúba, Olho d´Água, do Saco e os córregos da Onça, do Romão, Umburana e dos Bois, todos de regime intermitente.
A principal atividade econômica é a agricultura.